# Benozzo Gozzoli
Benozzo Gozzoli, narozen jako Benozzo Lese di Sandro (1420 Scandicci – 4. října 1497 Pistoia) byl italský malíř z Florencie. Byl jedním z nejslavnějších toskánských malířů 15. století, známý především pro své nástěnné malby v Medicejském paláci ve Florencii.

## Život a práce

### Učení
Benozzo Gozzoli se narodil v malé vesnici Sant'Ilario a Colombano okolo roku 1420 jako syn krejčího. Původně se vyučil zlatníkem. V roce 1427 se s rodinou přestěhoval do Florencie. O jeho časné práci a studiích příliš nevíme, Giorgio Vasari jej uvádí jako žáka malíře Fra Angelika a jeho ruka byla poprvé identifikována na jedné z fresek v chrámu San Marco ve Florencii. Fra Angelico jej značně ovlivnil pojetím prostoru. Gozzoli s ním spolupracoval v Římě, podílel se také na výzdobě kaple papeže Mikuláše V. a sv. Petra ve vatikánských palácích, poté spolupráci ukončil a začal malovat samostatně. 24. ledna 1445 se zavázal, že bude po tři léta pracovat společně s Lorenzem a Vittoriem Ghibertiovými na výzdobě východních dveřích florentského baptisteria. Pomáhal především při odlévání panelů a podílel se i na dekorativních lištách dveří. Roku 1447 ukončil smlouvu s Ghibertiho dílnou, odešel do Říma a téhož roku se opět připojil k Fra Angelicovi. Pomáhal mu jako hlavní asistent. Společně pracovali na freskové výzdobě pro papeže Evžena IV. ve vatikánském paláci, a po té, až do června roku 1448 na výzdobě kaple pojmenované podle svého objednavatele, papeže  Mikuláše V. V létě roku 1448 asistoval Fra Angelicovi při práci na kapli San Brizio v Orvietské katedrále. Fra Angelico a Lorenzo Ghiberti měli na Benozza vliv. Díky Ghibertimu se naučil pracovat s detaily, od Angelica převzal používání pestrých barev, které později uplatnil ve své freskové tvorbě.

### Umbrie
V roce 1449 opustil Benozzo svého mistra a odešel do Umbrie. Benozzova prvá datovaná a signovaná práce je freska Trůnící Madony s dítětem, 1450 v kostele San Fortunato nedaleko Montelfalco. Jeho první významnou zakázkou byla výzdoba chóru kostela San Francesco v Montefalcu. Zde vytvořil v letech 1550 – 1552 cyklus ze života sv. Františka Serafinského. Původně se jednalo o sedmnáct výjevů na celkem dvanácti freskách. Snad nejemotivnější z celého cyklu je výjev Stigmatizace sv. Františka, kde vážnosti obrazu přidává světlo, které proudí z okna. Celý tento cyklus byl namalován v souladu s minoritským slibem chudoby, a proto zde nenajdeme okázalou architekturu ani slavnostní oděv, jako tomu je například v pozdější zakázce pro rod Medici. Ve stejném kostele, v kapli svatého Jeronýma, namaloval fresku Ukřižování a Panna Marie se světci, která je oproti světcům v prostých hávech vyobrazena jako královna nebes. Nástěnné malby v tomto kostele jsou jasným důkazem toho, že po společné práci s Fra Angelicem získával u svých vrstevníků stále větší úctu.
Pro kostel San Fortunato v Montefalcu vytvořil v roce 1450 jiný obraz Sv. Tomáš přijímací pás Panny Marie .
Roku 1453 namaloval freskový cyklus ve františkánském kostele sv. Rosy ve městě Viterbo, tyto fresky byly zničeny v roce 1632, dochovalo se pouze několik malířových skic. Do roku 1458 působí umělec opět v Římě, kde pracuje na zakázce pro rodinu Albertini. Jejich soukromou kapli v kostele S. Maria in Aracoeli vymaloval cyklem fresek ze života sv. Antonína Paduánského s donátory. Krátce nato se vrací do své rodné Florencie, zde v roce 1459 začal Benozzo pracovat na freskách v soukromé kapli Palazzo Medici. Do jeho florentského období spadá i obraz Panny Marie s dítětem a svatými 1461, nyní v Národní Galerii v Londýně.

### Kaple Tří králů v Palazzo Medici
Cyklus se nachází v palácové kapli rodiny Medicejských a pokrývá tři stěny kaple, Ta byla postavena asi v letech 1446 – 1449. Na čtvrté stěně se nachází pravoúhlé sanktuarium, na jehož oltáři stával obraz Adorace dítěte od Filippa Lippiho. Dnes se na jejím místě nachází soudobá kopie. Ke zmiňované adoraci míří průvod.
Objednavatel výzdoby kaple byl Cosimo de´Medici. Zatímco jeho syn Piero de´Medici byl odpovědný za tvorbu fresek, jak se později dozvídáme z korespondence vedené mezi ním a umělcem. Za podobu fresek s okázalým a bohatým průvodem vděčíme právě jemu. Dnes již víme, že přepychově vyzdobená kaple nesloužila jen ke zbožnému rozjímání rodiny, nýbrž i jako přijímací místnost. Výjev má přímý vztah k rodině Medici a plní tak i jakousi tehdejší politickou úlohu. Například v postavě nejmladšího krále můžeme rozeznat portrét Lorenza de´Medici, syna Piera. Na uzdě jeho koně se nachází medicejský erb. Dále vavřín v pozadí odkazuje na Lorenza, jehož jméno bylo odvozeno od latinského slova laurus, neboli vavřín. V dalších postavách králů lze rozpoznat významné osobnosti své doby, patriarchu Josefa Konstantinopolského a císaře Jana VIII. Paleologa, kteří se roku 1439 účastnili koncilu ve Florencii, dále členů rodiny Medici, Cosima, Lorenza Giuliana de´Medici a jiných italských knížat a vévodů. V neposlední řadě byly v průvodu Tří králů rozpoznány i dva umělcovy autoportréty. Roku 1439 Cosimo umožnil, aby papež Evžen IV. přenesl do Florencie koncil, který se doposud konal ve Ferraře. Na tomto jednání, kde byl přítomný například i byzantský císař Jan VIII. a konstantinopolský patriarcha Josefos, byla uzavřena tzv. florentská unie mezi východní a západní církví. Právě tato událost souvisí s výmalbou kaple, kde umělec zachytil účastníky koncilu.
Králové jsou obklopeni celým svým dvorem. Průvod sestupuje z hor směrem zleva doprava a na úpatí se tyčí hrad. Gozzoliho můžeme obdivovat především pro jeho smysl pro detail, který je zde zřetelný jak už na slavnostním oděvu, či vykreslení jednotlivých postav. Ač je freska jedním z klíčových bodů rané renesance, můžeme si povšimnout, že perspektiva není ještě dokonalá. Nejvíce zřetelné to je v poměru scény jezdce na koni pronásledující srnku a samostatného průvodu v pozadí. Zpodobnění členů rodiny jako králů v hrdé a bohaté atmosféře bezpochyby poukazuje na jejich finanční a politickou moc. Umělec zde využívá bohatých barev jako je blankytná, nachová a zlatá odrážející především dobrý vkus patrona Piera de Medici.

### Pozdní léta v Toskánsku
Roku 1464 opustil Benozzo Florencii a odešel do San Gimignana, kde byl pověřen Domenicem Strambim, významným augustiniánským teologem, namalovat cyklus 17 scén ze života sv. Augustina v chóru kostela S. Agostino. Jde o jediný cyklus věnovaný tomuto světci v celém období italské renesance. Scéna Cesta sv. Augustina kompozičně připomíná Průvod tří králů z Palazzo Medici – Riccardi. Přesto, že práce byl nucen přerušit kvůli moru v roce 1464, práce se mu podařilo dokončit. Dále pro kostel namalovat votivní obraz sv. Sebastián chrání město před morem. Od roku 1465 Benozzo působil ve výboru a společně s Alessem Badovinetti a Nerim di Bicci hodnotili fresku od Domenicha di Michelino ve florentské katedrále. V následujících letech se smluvně zavázal na práci v Palazzo Comunale a restauroval obraz od malíře Lippo Memmi. Touto dobou vznikají i zakázky pro toskánská města Monteoliveto, Certaldo a Castelfiorentino. Z větší části již jde o práci jeho dílenských spolupracovníků. Benozzovým nejvíce ambiciózním závazkem bylo dokončení freskové výzdoby ze 14. století pro Campo Santo v Pise. Na cyklu pracoval v letech 1469 až 1485, šlo o výjevy ze Starého zákona, například: Opilost Noemova, Prokletí Hama, Babylonská věž, Královna ze Sáby a Šalamoun, Život Mojžíše, aj. Roku 1470 namaloval Klanění tří králů v Cappelle Ammannati, kde se objevuje Benozzův autoportrét. Téměř celý cyklus byl bohužel zničen při bombardování a následném požáru v roce 1944. Původní podobu díla známe pouze z rytin a fotografií z 19. století.
V Pise také namaloval cyklus fresek pro jeptišky z kláštera sv. Benedikta a desku s Triumfem sv. Tomáše Akvinského, která byla původně umístěná za biskupovým trůnem v katedrále. Poslední roky svého života strávil ve městech Pisa, Florencie a Pistoia. Těsně před svou smrtí v roce 1497 vytvořil ještě dvě práce Vzkříšení Lazara a Ukřižování.
Benozzo Gozzoli zemřel 4. října 1497 v Pise na morovou epidemii a následně byl pohřben v tamním kostele sv. Domenica.

## Shrnutí
Gozzoli působil během svého života v Římě, ve Florencii, Pise, Montefalcu v Umbrii a v Perugii. Používal techniku temperové fresky. Pozoruhodný je i jeho smysl pro detail. Za svého života vytvořil i olejomalby, stal se tak jedním z prvních italských malířů, kteří pracovali s olejem. Ačkoli se Benozzo těšil značné popularitě mezi vrstevníky, jeho vliv na další generace byl omezený. Zájem o jeho práci byl obnoven až v 19. století, kdy Carlo Lasinio zveřejnil rytiny umělcových fresek z Campo Santo.

## Dílo
- Únos Heleny (1437 – 1439) – tempera na dřevě, National Galery, Londýn
- Ženy u hrobu (1440 – 1441) – freska, San Marco, Florencie
- Klanění tří králů (1440 – 1441) – freska, San Marco, Florencie
- Pohřeb sv. Augustina za asistence sv. Gimignana; freska v Ospedale degli Innocenti, Florencie
- Žehnající Madona s dítětem (1449) – tempera na dřevě, Santa Maria sopra Minerva, Řím
- Madona s dítětem mezi sv. Františkem a sv. Bernardem ze Sieny (1450) – freska, San Fortunato, Montefalco
- Madona s dítětem (1450) – freska, San Fortunato, Montefalco
- Sv. Antonín Paduánský (1450) – freska, Santa Maria in Aracoeli, Řím
- Madonna della Cintola (1450) – tempera na dřevě, Pinacoteca Vaticana, Vatikán[1]
- Madona s dítětem obklopena svatými (1452) – freska, San Francesco, Cappella di San Gerolamo, Montefalco
- Odchod sv. Jeronýma z Antiochie (1452) – freska, Cappella di San Gerolamo, San Francesco, Montefalco
- Sv. Jeroným vytahuje trn ze lví tlapy (1452) – freska, Cappella di San Gerolamo, San Francesco, Montefalco
- Madona s dítětem, sv. Františkem a sv. Bernardinem (1452) – tempera na dřevě, Kunsthistorisches Museum, Vídeň
- Madona s dítětem, sv. Janem Křtitelem, sv. Petrem, sv. Jeronýmem a sv. Pavlem (1456) – tempera na dřevě, Galleria Nazionale dell'Umbria, Perugia
- Průvod tří králů (1459 – 1460) – fresky, kaple Tří králů, Palazzo Medici Riccardi, Florence
- Madona s dítětem (1460) – tempera na dřevě, Institute of Arts Detroit
- Purification Altarpiece (1461) – tempera na dřevě, National Gallery, Londýn
- Sv. Dominik křísí Napoleona Orsini (1461) – tempera na dřevě, Pinacoteca di Brera, Miláno
- Fall of Simon Magus (1461-1462) – tempera na dřevě, Royal Collection, Hampton Court
- Tanec Salome (1461 – 1462) – tempera na dřevě, National Gallery of Art, Washington
- Historie sv. Augustina (1464 – 1465) – freska, Sant'Agostino, San Gimignano
- Čtyři evangelisté (1464 – 1465) – freska, Sant'Agostino, San Gimignano
- Svatí (1464 – 1465) – cyklus fresek, Sant'Agostino, San Gimignano
- Sv. Šebestián přímluvce (1464 – 1465) – freska, loď kostela Sant'Agostino, San Gimignano
- Umučení sv. Šebestiána (1465) – tempera na dřevě, kolegiátní chrám, San Gimignano
- Mystická svatba sv. Kateřiny (1466) – tempera na dřevě, Pinacoteca Comunale, Terni
- Madonna dell'Umiltà (1466) – tempera na dřevě, Museo Civico, San Gimignano
- Vítězství Tomáše Akvinského (1471) – tempera na desce, Musée du Louvre, Paříž
- Sklizeň vína a opilost Noemova (1469 – 1484) – freska, Camposanto, Pisa
- Zrození Marie (1491) – freska, Biblioteca Comunale, Castelfiorentino
- Snímání z Kříže (1491) – olej na plátně, Museo Horne, Florencie
- Vyhnání Jáchyma z chrámu (1491) freska, Biblioteca Comunale, Castelfiorentino